# Route stratégique
Note : cet article ne traite que des routes construites dans un but stratégique, et non des routes jugées stratégiques à une époque ou une autre.
Une route stratégique est une route construite dans un but militaire, généralement défensif : assurer la circulation des armées le long d’une frontière, entre deux frontières éloignées, ou entre le centre et la périphérie éloignée. Leur construction est généralement confiée à l’armée (génie militaire). Une route stratégique peut devenir un itinéraire commercial fréquenté (voir route des Grandes Alpes).

## Routes stratégiques

### Antiquité
- voie royale perse
- réseau des voies romaines

### XVIesiècle
- route du col de Larche (pour l’invasion de l’Italie par François Ier)

### XIXesiècle
- réseau de 38 routes stratégiques entourant la Vendée, décidées par la loi de 1833 (total : 1 466 km) et déclassées en 1862 à la suite de la Guerre de Vendée et Chouannerie de 1832.
- route reliant la mer Noire à la mer Caspienne, sur le piémont Nord du Caucase entre Vladikavkaz et Tbilissi[1].

### XXesiècle

#### Afrique
- Route Mogadiscio-Hargeisa (Somalie)[2]

#### Amérique
- route de l'Alaska, construite en 1942 pour défendre l’Alaska contre le Japon
- la transamazonienne au Brésil (1972)
- la marginale de la forêt au Pérou (1970)[3]

#### Asie
- route du Karakorum (1966-1982)

#### Europe
- Route des Grandes Alpes (avant 1896-1937) du côté français de la frontière franco-italienne ;
- Voie sacrée pour la défense de Verdun (ancienne route reconstruite pour l’occasion lors de la Première Guerre mondiale) ;
- route Transfăgăran (1974) en Roumanie ;
- routes stratégiques de France.

#### Océanie
- Route frontalière côté indonésien en Papouasie, qui suscite quelque tensions avec la Papouasie-Nouvelle-Guinée[4]